# Active Shape Model
Active Shape Models (ASM) sind eine von Cootes und Taylor entwickelte Methode der Bildverarbeitung.
Sie sind eine Erweiterung zu den Snakes von Kass, Witkin und Terzopoulos, weshalb sie auch als „Smart Snakes“ bezeichnet werden.
ASM repräsentieren ein Modell als eine Menge von miteinander verbundenen Punkten. Diese Punkte beschreiben zum Beispiel den Umriss eines bestimmten Objekts. Aus Trainingsbildern wird ein Durchschnitt der Objektumrisse bzw. Shapes generiert. Auch lässt sich aus den Trainingsbildern ableiten, in welcher Weise sich die Shapes verändern dürfen.
Hat man ein Modell erstellt und will damit ein bestimmtes Objekt in einem Bild suchen, wird erst der Durchschnitts-Shape auf das Bild gelegt. Dann werden die Punkte des Modells iterativ zu Kanten im Bild hingezogen.
Die Methode wurde später zu „Active Appearance Models“ (AAM) erweitert. AAM betrachten nicht nur die Umrisse eines Objekts, sondern auch die durchschnittliche Grauwertverteilung innerhalb der Objektgrenzen.